# Governo provvisorio panrusso
Il Governo provvisorio panrusso  (in russo Временное Всероссийское правительство?, Vremennoe vserossijskoe pravitel'stvo) fu uno stato nato dopo la fine della Repubblica Russa che tentò di farsi riconoscere come il governo legittimo della Russia. Durante la guerra civile russa, il Governo provvisorio panrusso fu il principale centro di governo dell'Armata Bianca con sede ad Omsk in Siberia.

## Storia
Formato alla fine di settembre 1918, venne costituito attraverso l'unione dei due principali regimi della regione, il Komuč, o Comitato dei membri dell'assemblea costituente, formato soprattutto da membri del Partito Socialista Rivoluzionario e del Partito dei cadetti, e il Governo provvisorio della Siberia autonoma, principalmente composto da politici regionali e funzionari di destra. Il Komuč aveva l'intenzione di rimanere all'interno della Russia e di lottare contro i bolscevichi, mentre il secondo voleva dar vita a uno stato siberiano autonomo, anti-bolscevico.
Le differenze tra i regimi diedero avvio ad una rivalità, sfociata sia in una guerra doganale che in diverse controversie frontaliere. Una conferenza iniziata l'8 settembre 1918 e terminata il 23 sancì l'istituzione di questo Governo come ultimo tentativo di formare un unico governo anti-bolscevico. Ma fu solo un compromesso. Il Komuč acquisì il riconoscimento per l'Assemblea costituente dominata dai socialisti rivoluzionari. Anche se il Komuch abbandonò la sua pretesa di essere l'unico legittimo governo russo, in questo periodo vide l'affermarsi del cosiddetto "direttorio dei cinque". Era formato da due socialisti rivoluzionari, Nikolaj Avksent'ev e Vladimir Zenzinov, due amministratori, Vologodskij, politico regionale e capo del Governo provvisorio della Siberia autonoma ed il generale A. G. Boldyrev, e infine dal cadetto Vinogradov.
Nel dicembre 1918 un distaccamento di cosacchi arrestò, Avksent'ev e Zenzinov, il direttorio venne sciolto e l'ex ministro della guerra di Kerenskij, l'ammiraglio Aleksandr Vasil'evič Kolčak, venne nominato governatore di tutta la Russia, assumendo poteri dittatoriali, fino alla sconfitta del gennaio 1920.